# Іванов Микола Іудович
Микола Іудовіч Іванов (нар. 22 липня (3 серпня) 1851 — 27 січня 1919) — російський воєначальник. Генерал-майор (1894). Генерал-лейтенант (1901). Генерал від артилерії (01.05.1908). Командувач військами Київського військового округу (1908—1914).

## Біографія
Народився 22 липня 1851 року. Закінчив 2-ю Петербурзьку військову гімназію, Павловський кадетський корпус і Михайлівське артилерійське училище (1869).
У 1877—1878 рр. — брав участь у російсько-турецькій війні, командир батареї. У 1904—1905 рр. — брав участь у російсько-японській війні в Ставці командувача 1-й Маньчжурської армії. З 01.05.1914 — командир 3-го Сибірського армійського корпусу. З грудня 1904 — командир 1-го армійського корпусу. Член Ради державної оборони з 11.1906. У 1907 році Генерал-ад'ютант свити Його Імператорської Величності.
У 1908—1914 рр. — Командувач військами Київського військового округу.
З липня 1914 по 15 березня 1916 — Головнокомандувач Південно-Західним фронтом;
З березня 1916 по березень 1917 — у свиті Його Імператорської Величності.
Призначений Миколою II Головнокомандувачем Петербурзьким військовим округом з надзвичайними повноваженнями 27.02.1917. На чолі Батальйону георгіївських кавалерів (близько 800 чоловік) відбув 28.02.1917 з Могилева і в той же день прибув у Царське Село. Після бесіди з імператрицею відвів батальйон в Вириця, відмовившись від проходження в Петроград. Революційні події в Петрограді не дозволили вступити Іванову на посаду. Поїхав в Новочеркаськ у 1917. В жовтні 1918 року прийняв пропозицію генерала П. М. Краснова очолити Особливу Південну армію (Воронезький, Астраханський і Саратовський корпуси), командувачем якої призначений 25.10 (7.11).1918.
21 січня 1919 року Іванов помер від епідемічного висипного тифу в Новочеркаську.